# Carles de Camps i d'Olzinellas
Carles de Camps i d'Olzinellas, né le 15 septembre 1860 à Barcelone et mort le 11 avril 1939 à Saint-Sébastien, est un homme politique et ingénieur forestier espagnol.